# Саріа Моя
Саріа Белен Моя Ангуло (ісп. Sariha Belén Moya Angulo; нар. 20 травня 1988, Кіто) — еквадорська державна і політична діячка, в.о. віцепрезидента Еквадору (2024, 2025), національний секретар з планування в адміністрації Нобоа.

## Біографія
Після навчання у Папському католицькому університеті Еквадору (2006–2010) отримала звання економіста. Далі продовжила навчання в Університеті П'єра Мендеса-Франса у Франції (2009–2010), здобувши ступінь у галузі права, економіки та управління, а також додаткову спеціальність з економіки та управління. Потім вона здобула ступінь магістра економіки в Мадридському університеті імені Карлоса III (2014-2015).
З жовтня 2012 року до серпня 2013 року Моя працювала аналітиком з планування та бюджету в Національному секретаріаті з планування Еквадору. З 2013 по 2014 рік була аналітиком з державних активів у Міністерстві фінансів.
З січня 2016 року до червня 2017 року обіймала посаду директорки з моніторингу й оцінки Національного секретаріату з планування. У тому ж році її призначено директоркою з планування й моніторингу в Міністерстві уряду, після чого у 2022 році її призначено генеральною координаторкою з планування та стратегічного управління у тому ж міністерстві.
Моя також працювала позаштатним професором на факультеті права та економіки Папського католицького університету Еквадору.
Після обрання Данієля Нобоа президентом Еквадору під час дострокових виборів 2023 року він спочатку планував призначити Мою міністром економіки та фінансів, проте натомість 23 листопада 2023 року призначив її національним секретарем з планування.
9 листопада 2024 року віцепрезидент Вероніка Абад Рохас була тимчасово відсторонена від посади віцепрезидента міністерством праці після того, як вона не покинула Ізраїль і не поїхала до Туреччини за дорученням президента Нобоа. Нобоа вибрав Мойю виконуючої обов'язки віцепрезидента через два дні, 11 листопада. Як причини свого вибору він назвав успіхи у державній службі та управлінські досягнення Мойї.
Планувалося, що виконувачка обов'язків віцепрезидента Моя тимчасово замінить Нобоа на посту президента в дні його виборчої кампанії на виборах 2025 року: протягом 30 днів з 5 січня по 6 лютого 2025 року і, у разі другого туру, протягом ще 18 днів, з 24 березня по 10 квітня. Проте 23 грудня 2024 року Конституційний суддя Еквадору задовольнила позов, поданий віцепрезидентом Веронікою Абад Рохас, визнавши її усунення з посади неприпустимим і поновивши її на посаді.
Незважаючи на рішення Конституційного суду, 2 січня 2025 року Нобоа знову призначив Мою виконуючої обов'язки віце-президента до 22 січня або до того моменту, коли Вероніка Абад Рохас прибуде в посольство Еквадору в Туреччині відповідно до доручення президента Нобоа. Вероніка Абад Рохас знову звернулася до Конституційного суду з вимогою вжити заходів щодо Нобоа. Проте вже 4 січня Нобоа призначив виконувачем обов'язків віцепрезидента Синтію Гелліберт, секретаря державного управління